# 星野美恵子 (フリーアナウンサー)
星野 美恵子（ほしの みえこ、12月3日 - ）は日本のタレント、オフィスキイワード所属。身長158cm、大阪在住。

## 人物・略歴
- 2000年代前半よりならどっとFMでアナウンサーとしての道をスタート。
- 趣味は観劇、競馬など。歌手の西川貴教のファンで、自身のブログなどで垣間見ることができる。
- 2014年現在はラジオの番組担当はなく、イベントやブライダル[4]司会がメイン。

## 担当番組

### 現在
CM
- インパクト 時報(月・火・木・金21時前)(ならどっとFM)
- 2013年以降の新春CM(各社一部)[5](FMひらかた)

### 過去
テレビ
ラジオ
- FMひらかた
  - おでかけマテリアル(ひらかたマテリアル内)[6]
  - ひらキョーフェア(枚方自動車教習所公開イベント)

- ならどっとFM
  - どっときてや(レポーター)
  - スーパーモーニング
  - WAKE UP NARA(月)[7]
  - さわやかフライデー[8]
  - ナビータなら
  - ニューススタジオ784 トワイライト(日)[7]

他多数
- FMなばり
  - なばステAFTERNOON BREEZE
  - あさナバ
  - やなせミュージック茶論
  - YOU GOTTA MUSIC
  - WEEKEND GROOVE
  - いらっしゃいませ!伊賀肉奥田です

他
CM
- 開局16周年(2013年)お祝いCM(各社一部)[9](FMひらかた)

## その他
- ブライダル司会[10]